# Homer Glen, Illinois
Homer Glen là một làng thuộc quận Will, tiểu bang Illinois, Hoa Kỳ. Năm 2010, dân số của làng này là 24220 người.

## Dân số
Dân số qua các năm:
- Năm 2000: người.
- Năm 2010: 24220 người.